# 나산리버빌
나산리버빌(영어: Nasan River Vill)는 대한민국 부산광역시 사하구 장림동에 위치한 아파트다.